# Coupe de France de football 1944-1945
Navigation
Coupe de France 1943-1944 Coupe de France 1945-1946
La coupe de France 1944-1945 est la 28e édition de la Coupe de France de football.

## Résultats

### Trente-deuxièmes de finale
| Division        | Club                           | Score    | Club                    | Division        |
| --------------- | ------------------------------ | -------- | ----------------------- | --------------- |
|                 | AS Aix-en-Provence             | 2 - 1    | AS Cannes               | Division 1 (D1) |
| Division 1 (D1) | Olympique alésien              | 3 - 1    | USA Perpignan           |                 |
| DH (D2)         | AS des Charentes               | 6 - 1    | US La Roche-Rigault     |                 |
|                 | RCFC Besançon                  | Forfait  | FC Mulhouse 1893        |                 |
| DH (D2)         | Bordeaux EC                    | 6 - 3    | Chamois niortais        | DH (D2)         |
| DH (D2)         | Stade montois                  | 1 - 2    | Girondins ASP Bordeaux  | Division 1 (D1) |
|                 | CS Blénod                      | 5 - 2    | FC Metz                 |                 |
| Division 1 (D1) | SO Montpellier                 | 2 - 4    | US Cazères              | DH (D2)         |
| Division 1 (D1) | Stade clermontois              | 7 - 1    | SC Vichy                |                 |
| Division 1 (D1) | Le Havre AC                    | 2 - 1    | JS Puteaux              |                 |
| Division 1 (D1) | RC Lens                        | 10 - 0   | Amiens AC               | DH (D2)         |
| Division 1 (D1) | Lille OSC                      | 12 - 1   | Olympique Saint-Quentin |                 |
|                 | ASA Vauzelles                  | 1 - 8    | Lyon OU                 | Division 1 (D1) |
| Division 1 (D1) | US Le Mans                     | 5 - 0    | JA Saumur               | DH (D2)         |
|                 | SO Chambéry                    | 3 - 4    | Olympique de Marseille  | Division 1 (D1) |
|                 | Stade lorrain                  | Forfait  | RC Strasbourg           |                 |
| Division 1 (D1) | OGC Nice                       | 12 - 1   | AS Avignon              | DH (D2)         |
| Division 1 (D1) | Nîmes Olympique                | 10 - 0   | SO Pont-de-Chéruy       |                 |
|                 | RC Paris                       | 0 - 3    | AS Orléans              | DH (D2)         |
| Division 1 (D1) | RC Paris                       | 6 - 0    | USA Limoges             |                 |
|                 | US Quevilly                    | 1 - 6    | Stade français          | Division 1 (D1) |
| Division 1 (D1) | Stade de Reims                 | 7 - 0    | ES Juvisy-sur-Orge      |                 |
| DH (D2)         | Angers SCO                     | 3 - 4    | Stade rennais UC        | Division 1 (D1) |
| Division 1 (D1) | Excelsior de Roubaix-Tourcoing | 5 - 3 ap | US Roubaix              |                 |
|                 | US Le Vésinet                  | 3 - 3 ap | FC Rouen                | Division 1 (D1) |
| Division 1 (D1) | AS Saint-Étienne               | 4 - 3    | FC Gueugnon             |                 |
|                 | US Saint-Gaudens               | 2 - 1    | FC Sète                 | Division 1 (D1) |
| Division 1 (D1) | Toulouse FC                    | 5 - 1    | US Le Bouscat           | DH (D2)         |
|                 | US Auchel                      | 0 - 3    | US Tourcoing            |                 |
|                 | ES Versailles                  | 0 - 3    | AS Trouville-Deauville  | DH (D2)         |
|                 | CA Valenciennes                | 6 - 1    | Stade compiègnois       |                 |
|                 | CA Vernon                      | 1 - 7    | Red Star Olympique      | Division 1 (D1) |
| Matches rejoués |                                |          |                         |                 |
| Division 1 (D1) | FC Rouen                       | 4 - 1    | US Le Vésinet           |                 |

### Seizièmes de finale
Au lieu de l'habituel tirage au sort intégral qui s'opère à partir des seizièmes-de-finale, la FFF choisit pour cette édition de confronter les équipes en fonction de critères purement géographiques.
| Division        | Club                   | Score    | Club                           | Division        |
| --------------- | ---------------------- | -------- | ------------------------------ | --------------- |
| Division 1 (D1) | Girondins ASP Bordeaux | 5 - 1    | US Saint-Gaudens               |                 |
| DH (D2)         | US Cazères             | 3 - 2    | Bordeaux EC                    | DH (D2)         |
| Division 1 (D1) | Stade clermontois      | 3 - 1    | AS Saint-Étienne               | Division 1 (D1) |
|                 | US Tourcoing           | 1 - 13   | RC Lens                        | Division 1 (D1) |
| Division 1 (D1) | Lyon OU                | 4 - 1    | RCFC Besançon                  |                 |
| Division 1 (D1) | Olympique de Marseille | 4 - 1    | Olympique alésien              | Division 1 (D1) |
| Division 1 (D1) | OGC Nice               | 1 - 1 ap | AS Aix-en-Provence             |                 |
| DH (D2)         | AS Orléans             | 5 - 0    | AS des Charentes               | DH (D2)         |
| DH (D2)         | AS Trouville-Deauville | 0 - 7    | RC Paris                       | Division 1 (D1) |
| Division 1 (D1) | FC Rouen               | 3 - 0    | Le Havre AC                    | Division 1 (D1) |
| Division 1 (D1) | Toulouse FC            | 6 - 1    | Nîmes Olympique                | Division 1 (D1) |
| Division 1 (D1) | Red Star Olympique     | 1 - 0    | Stade de Reims                 | Division 1 (D1) |
|                 | CA Valenciennes        | 4 - 1    | Excelsior de Roubaix-Tourcoing | Division 1 (D1) |
| Division 1 (D1) | Stade rennais UC       | 1 - 0    | US Le Mans                     | Division 1 (D1) |
| Division 1 (D1) | Stade français         | 2 - 3    | Lille OSC                      | Division 1 (D1) |
|                 | Stade lorrain          | 1 - 0    | CS Blénod                      |                 |
| Matches rejoués |                        |          |                                |                 |
| Division 1 (D1) | OGC Nice               | 3 - 0    | AS Aix-en-Provence             |                 |

### Huitièmes de finale
| Équipe 1             | Score    | Équipe 2                        |
| Lille OSC (D1 Nord)  | 0 - 0 ap | Stade rennais (D1 Nord)         |
| Toulouse FC (D1 Sud) | 2 - 1    | Stade Clermontois (D1 Sud)      |
| RC Paris (D1 Nord)   | 4 - 1    | Girondins de Bordeaux (D1 Sud)  |
| OGC Nice (D1 Sud)    | 1 - 0    | Olympique de Marseille (D1 Sud) |
| Lyon OU (D1 Sud)     | 4 - 0    | US Cazères                      |
| RC Lens (D1 Nord)    | 10 - 0   | FC Nancy                        |
| Arago Orléans        | 1 - 0    | Red Star (D1 Nord)              |
| FC Rouen (D1 Nord)   | 3 - 2    | US Valenciennes-Anzin (D1 Nord) |

Match nul rejoué : Lille 1-0 Rennes

### Quarts de finale
| Équipe 1             | Score | Équipe 2           |
| Lille OSC (D1 Nord)  | 3 - 2 | Lyon OU (D1 Sud)   |
| Toulouse FC (D1 Sud) | 4 - 3 | RC Lens (D1 Nord)  |
| RC Paris (D1 Nord)   | 1 - 0 | Arago Orléans      |
| OGC Nice (D1 Sud)    | 4 - 0 | FC Rouen (D1 Nord) |

### Demi-finales
| Équipe 1            | Score | Équipe 2             |
| Lille OSC (D1 Nord) | 4 - 0 | Toulouse FC (D1 Sud) |
| RC Paris (D1 Nord)  | 2 - 1 | OGC Nice (D1 Sud)    |

### Finale
| Clubs     | RC Paris - Lille OSC |
| Score     | 3-0 (2-0) |
| Date      | 6 mai 1945 |
| Stade     | Stade olympique Yves-du-Manoir, Colombes 49 983 spectateurs-Recette: 2 340 370 F. |
| Arbitre   | M. Georges Capdeville |
| Buts      | Philippot (30e), Ponsetti (40e), Heisserer (65e) |
| RC Paris  | José Molinuevo - Maurice Dupuis, Auguste Jordan , Marcel Salva - Jean-Claude Samuel, Lucien Jasseron - Oscar Heisserer, Pierre Ponsetti - André Philippot, Émile Bongiorni, Ernest Vaast Entraîneur : Paul Baron |
| Lille OSC | Julien Darui - Joseph Jadrejak, Casimir Stefaniak, Jean Cardon - François Bourbotte , Jules Bigot - Jean Baratte, Roger Carré - Roger Vandooren, René Bihel, Jean Lechantre Entraîneur : George Berry            |